# St. Georg (Bergen)

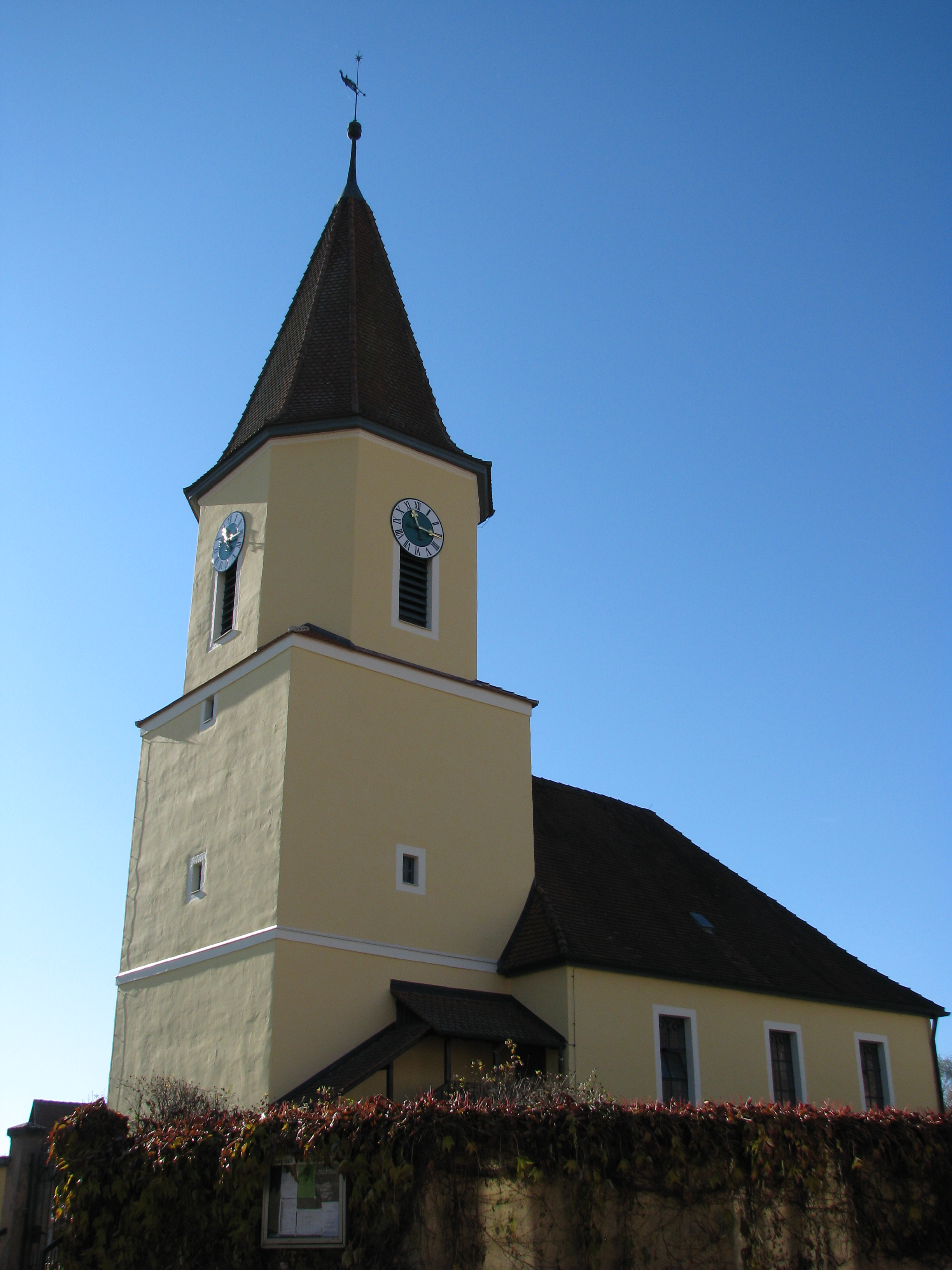
Die St.-Georgs-Kirche

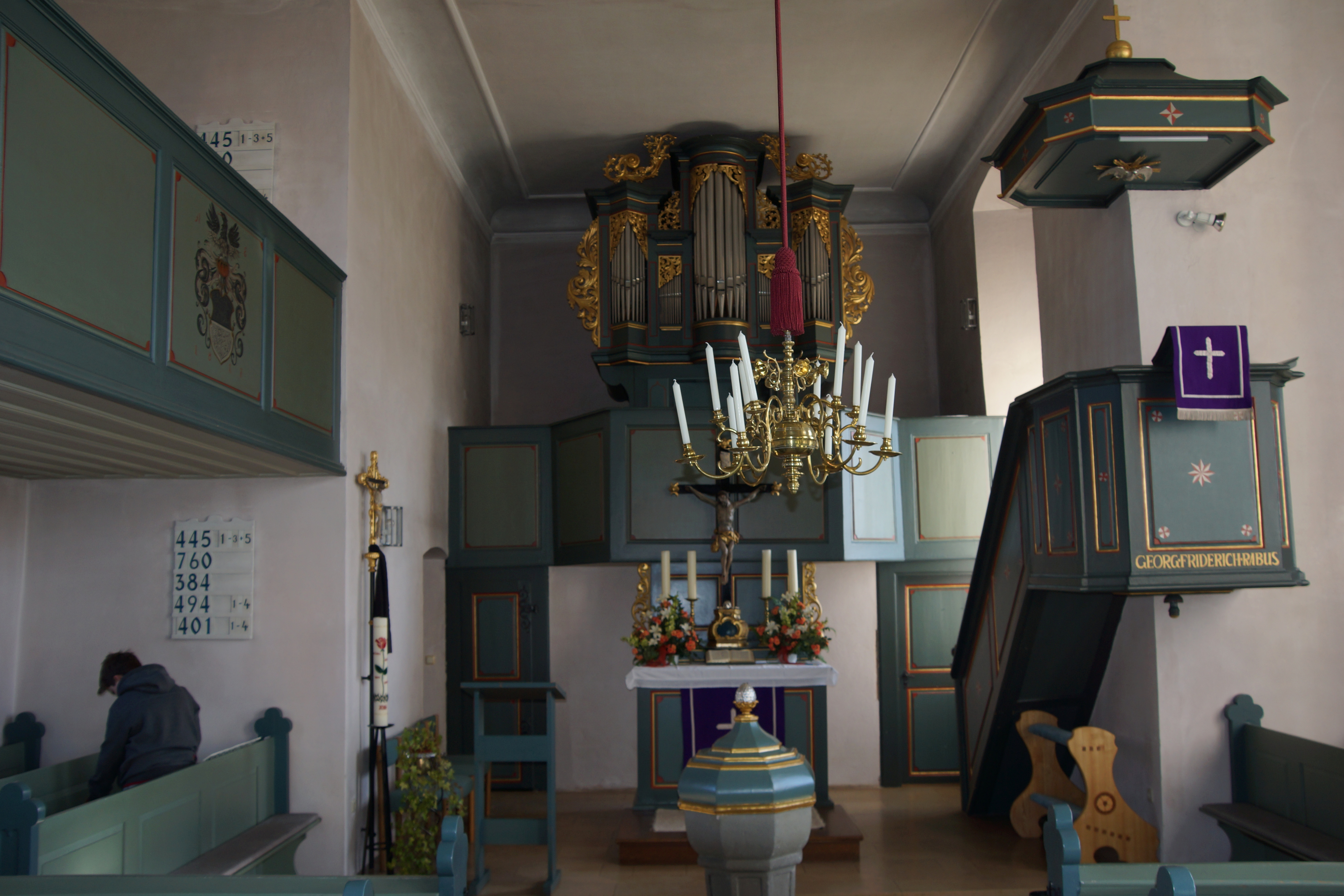
Innenraum

Die St.-Georgs-Kirche ist eine evangelisch-lutherische Kirche in Bergen im mittelfränkischen Landkreis Weißenburg-Gunzenhausen. Das Gebäude ist unter der Denkmalnummer D-5-77-115-3 als Baudenkmal in die Bayerische Denkmalliste eingetragen. Die mittelalterlichen Vorgängerbauten sind zusätzlich als Bodendenkmal eingetragen (Nummer D-5-6932-0342). Die Pfarrgemeinde St. Georg gehört zum Evangelisch-Lutherischen Dekanat Weißenburg in Bayern. Die Kirche ist von einem Friedhof umgeben.
Die Kirche mit der postalischen Adresse Dannhausener Straße 8 liegt im Ortskern Bergens in direkter Nachbarschaft zum Pfarrhaus auf einer Höhe von 539 Metern über NHN.
1771 stürzte der Kirchturm des Vorgängerbaus, der um 1200 errichtet wurde, ein. Der Neubau des dreiachsigen Langhauses und die Aufstockung der verbliebenen Stockwerke des Turmes der Vorgängerin mit einem polygonalen Obergeschoss und einem Spitzhelm erfolgten 1773. Die flachgedeckte Chorturmkirche besitzt eine moderne Vorhalle. Der Orgelprospekt der Vorgängerkirche von 1732 blieb erhalten. Neben mehreren Emporen befindet sich im Kircheninneren ein hölzernes Kruzifix aus der Zeit um 1730. Das Taufbecken mit dem Motiv der Verkündigung Mariens ist eine Nürnberger Arbeit und stammt aus dem 16. Jahrhundert.